# Lingua otomí
La lingua otomí è una lingua oto-mangue parlata in Messico.

## Distribuzione geografica
Secondo i dati del censimento del 2010 effettuato dall'Instituto Nacional de Estadística y Geografía (INEGI), i locutori di otomí in Messico sono 288.052.

### Dialetti e lingue derivate
Secondo Ethnologue esistono numerose varietà di lingua otomí:
- Lingua otomí della sierra orientale (otm)
- Lingua otomí dello stato del Messico (ots)
- Lingua otomí di Ixtenco (otz)
- Lingua otomí di Mezquital (ote)
- Lingua otomí di Querétaro (otq)
- Lingua otomí di Temoaya (ott)
- Lingua otomí di Tenango (otn)
- Lingua otomí di Texcatepec (otx)
- Lingua otomí di Tilapa (otl)

## Classificazione
Secondo Ethnologue, la classificazione della lingua otomí è la seguente:
- Lingue oto-mangue
  - Lingue oto-mangue occidentali 
    - Lingue oto-pame-chinanteche
      - Lingue oto-pame
        - Lingua otomí